# アドルフォ・タルギオーニ・トッツェッティ

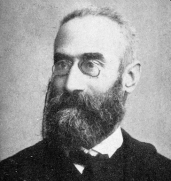
Adolfo Targioni Tozzetti

アドルフォ・タルギオーニ・トッツェッティ（Adolfo Targioni Tozzetti,1823年2月13日 - 1902年9月8日）は、イタリアの昆虫学者、農学者である。

## 略歴
フィレンツェで生まれた。フレンツェ植物園の園長となったジョヴァンニ・トッツェッティの息子の1人で、兄弟には薬学者、植物学者のアントニオ・トッツェッティ（Antonio Targioni Tozzetti）がいる。ピサ大学で医学を学び、1848年に卒業した。フィレンツェに戻り、医師として'Ospedale di Santa Maria Nuova'で働いた。1854年にフィレンツェ病院で植物学を教えはじめ、2年後、カッシーノ農業研究所（all'Istituto agrario delle Cascine）の所長となった。1860年に現在のフィレンツェ大学（l'Istituto di Studi Superiori Pratici di Perfezionamento）の動物学の教授となった。
1869年にイタリア昆虫学会を設立し初代の会長となった。1875年にフィレンツェに農業昆虫学研究所(Stazione di entomologia agraria di Firenze)を設立し、所長となり、終生その職を続けた。植物の害虫、ヨコバイ（カメムシ目）の分類学研究を行ない多くの種の記載を行った。